# Preußens Gloria
Preußens Gloria (Gloire de la Prusse) est une marche allemande du XIXe siècle, composé par Johann Gottfried Piefke (1815–1884), le directeur musical du 8e régiment de grenadiers, stationné à Francfort-sur-l'Oder.

## Histoire
Preußens Gloria a été créée en 1871, après la victoire de la Prusse et de ses alliés sur la France dans la guerre franco-allemande, qui a mené à la fondation de l’Empire allemand. La marche a été jouée pour la première fois à Francfort-sur-l'Oder pendant la parade de victoire des troupes rentrées. Piefke ayant réservé la marche pour des occasions particulières, elle resta longtemps inconnue du grand public. Lors de la découverte en 1909 d’un manuscrit de la pièce, alors presque oubliée, elle fut révisée et arrangée par le régisseur de musique de l’Armée (Armee-Musikinspizienten), Grawert. En 1911, elle fut incluse dans la collection des marches de l’armée prussienne.
Aujourd'hui, Preußens Gloria est probablement la marche la plus connue de l’armée allemande. Elle est fréquemment interprétée en public par la Bundeswehr, surtout lors des visites officielles. De plus, elle est la marche traditionnelle du corps de formation de la Luftwaffe (Luftwaffenausbildungskommando). Elle compte aussi parmi le répertoire standard de nombreuses fanfares militaires étrangères, par exemple le Honourable Artillery Company de la British Army ou la Musique de la Garde à pied de l'armée de terre suédoise.
En Allemagne, elle est aussi fréquemment jouée par des orchestres de cuivres civils en raison de sa popularité.
De nos jours, on la compte également parmi les marches de la Marine allemande, en raison de sa promotion par l’amiral de la flotte le prince Albert Wilhelm Heinrich von Preußen.